# Shenzhen Longhua Open 2023
Die Shenzhen Longhua Open 2023 waren ein ITF-Tennisturnier der ITF Women’s World Tennis Tour 2023 für Damen und ein ATP-Tennisturnier der ATP Challenger Tour 2023 für Herren in Shenzhen und fand für die Herren vom 10. bis 15. Oktober 2023 und für die Damen unmittelbar folgend vom 16. bis 22. Oktober 2023 statt.